# Ваточник кюрасавский
Ваточник кюрасавский (лат. Asclepias curassavica) — вид растений рода ваточник (Asclepias), выращиваемый в садах в качестве декоративного растения, а также для привлечения бабочек подсемейства данаиды, таких как Danaus plexippus и Danaus gilippus.

## Описание
Вечнозелёный многолетний кустарник высотой до 1 м. Стебли бледно-серого цвета.
Листья расположены супротивно и имеют ланцетную или продолговато-ланцетную форму, заканчивающуюся острыми кончиками. Млечный сок растения ядовит и используется в как средство, вызывающее рвоту и для отравления рыбы. 
Цветки собраны в зонтиковидную извилину. В соцветиях по 10–20 цветов, цвет которых зависит от сорта: он может быть ярко-красным, жёлтым или оранжевым. Цветение происходит почти круглый год. Плоды называются листовками имеют веретенообразную форму и вырастают 6–7 мм в длину. Семена снабжены тонкими волосками, благодаря которым ветер может уносить их на большее расстояние.

## Распространение
Вид распространён в Северной и Южной Америках. Однако был завезён и в другие страны в качестве декоративного растения.

## Галерея
- Цветы
- Жёлтые цветы
- Плод
- Семена
- Семена вблизи